# Trypanidius dimidiatus
Trypanidius dimidiatus es una especie de escarabajo longicornio del género Trypanidius, tribu Acanthocinini, subfamilia Lamiinae. Fue descrita científicamente por Thomson en 1860.

## Descripción
Mide 14-20 milímetros de longitud.

## Distribución
Se distribuye por Argentina, Brasil y Paraguay.